# Regionalparks in Brandenburg und Berlin

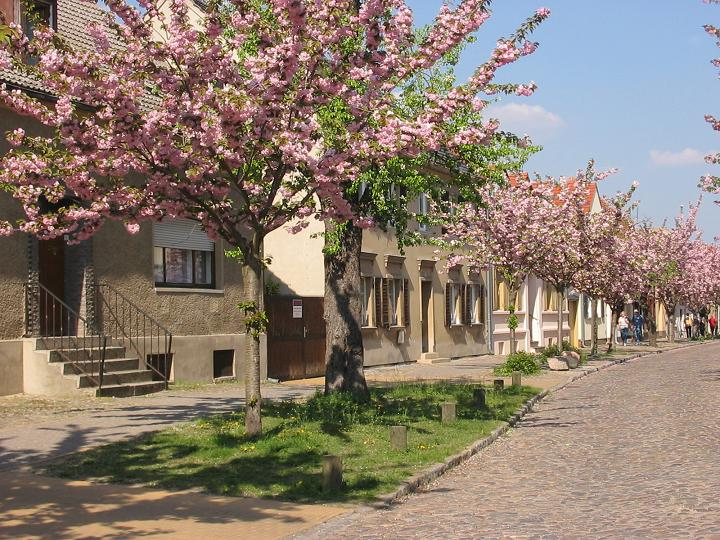
Regionalpark Havelseen. Werder: Altstadt auf der Insel zum Baumblütenfest

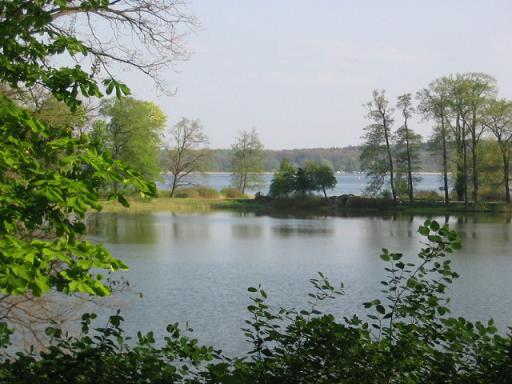
Regionalpark Havelseen. Petzow, Schlosspark von Lenné, Schwielowsee im Hintergrund

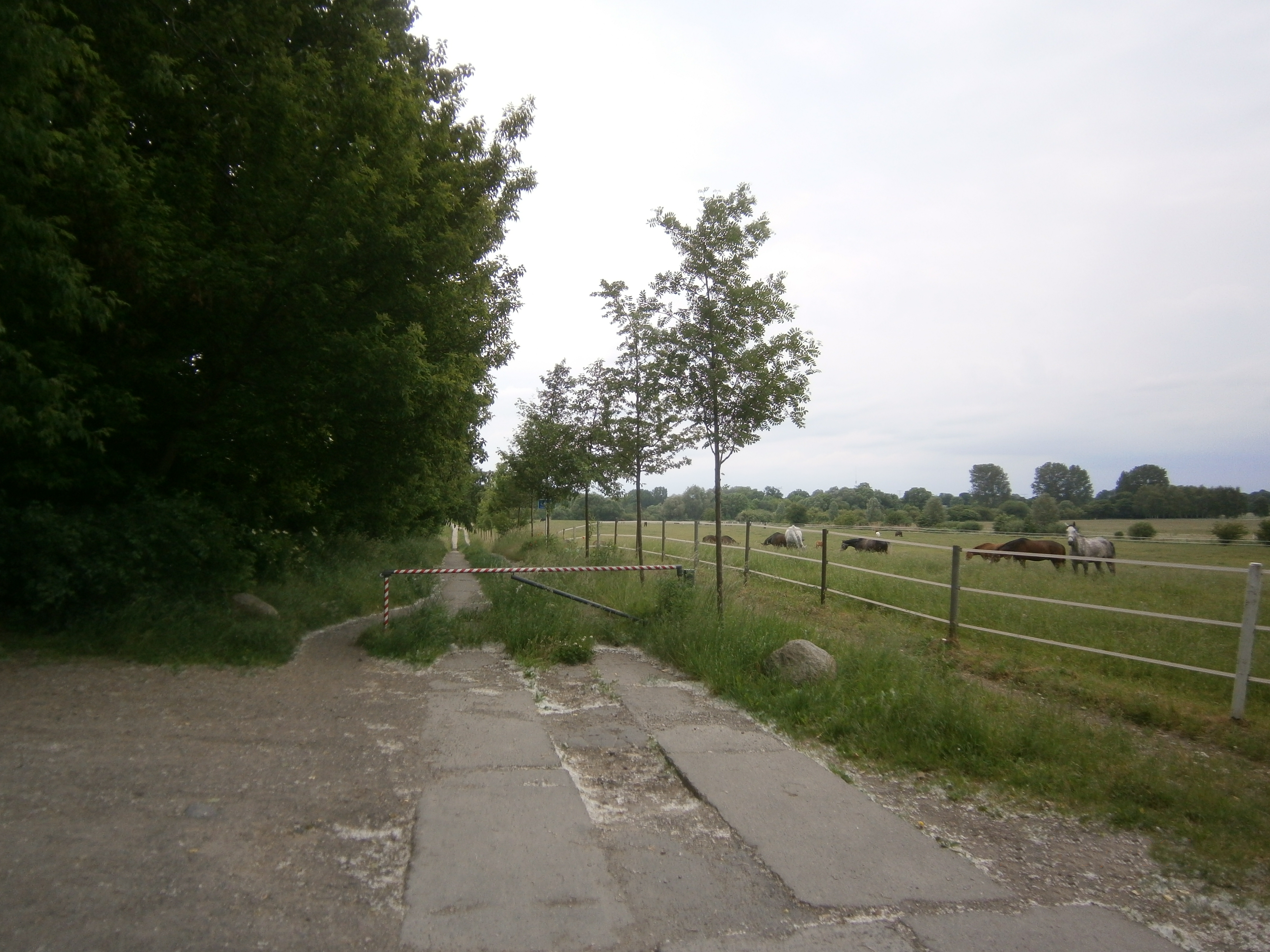
Regionalpark Barnim: Barnimer Dörferweg am Fließgraben entlang in Berlin

Die Regionalparks in Brandenburg und Berlin befinden sich im Bundesland Brandenburg und zwei der acht Regionalparks reichen länderübergreifend nach Berlin hinein.

## Geschichte
Im Jahr 2000 bildeten die acht Brandenburg-Berliner Regionalparks eine Interessengemeinschaft und gründeten im Mai 2003 einen eingetragenen Verband als „Dachverband der Regionalparks in Brandenburg und Berlin“. Der regionale Zusammenhalt soll durch diese Organisationsform gestärkt werden. Durch gemeinsame Organisation werden die Kräfte gebündelt und das zukünftige Handeln miteinander abgestimmt. Ziel ist es, der Bevölkerung in der Metropolregion Berlin/Brandenburg und den Besuchern der Region die landschaftlichen und kulturhistorischen Besonderheiten der Umgebung näher zu bringen. Die ersten gemeinsamen Projekte des Dachverbandes fanden bereits ihre Wirkung.
- Messeauftritte und die Ausgestaltung des Internetauftritts werden vom Dachverband gemeinsam getragen
- Die 66-Seen-Regionalparkroute ist erstellt. Es ist eine Wanderroute durch alle acht Parks rund um Berlin. Die Strecke von  374 Kilometern ist in 14 Tagesetappen eingeteilt
- Radwander- und Wanderkarten werden erstellt, ein sechsteiliges Regionalparkkartenset liegt bereits vor.
- Der Ausflugsflyers Sommertouren in die Regionalparks wurde erstellt.

## Die Parks
Der Regionalpark Barnimer Feldmark und der Naturpark Barnim beziehen länderübergreifend die Randgebiete Berlins ein. Zudem ist der Naturpark Barnim im Norden um Berlin als einziger der acht Regionalpark gleichzeitig Großschutzgebiet des Landes Brandenburg. Die jüngere Entwicklung von Regionalparks ist vor allem auf eine nachhaltige Stadt-Umland-Entwicklung orientiert, die mit ihrer Strategie zum Freiraumschutz den Schwerpunkt auf die Bereiche Freizeit und Tourismus legen. Demgegenübe sind  Großschutzgebiete in erster Linie dem Naturschutz verpflichtet, wie es für Nationalparks und Naturparks gilt.
Einige der Regionalparks sind durch die 20 grünen Hauptwege Berlins mit den innerstädtischen Parks und Grünflächen vernetzt.
| Name                           | Orte | Charakteristika | Besonderheiten                                                                  |
| ------------------------------ | --- | --- | ------------------------------------------------------------------------------- |
| Regionalpark Naturpark Barnim  | Wandlitz, Liebenwalde, Eberswalde, Bernau, nördliche Berliner Ortsteile (Buch, Karow, Blankenfelde, Buchholz, Lübars, Hermsdorf) | Naturnahe Fließgewässer, Seen, saftige Wiesen, Kiefern- und Buchenwälder                                                                                | Touren per RegioMobil, Heidekrautbahn, Nonnenfließtal, Tegeler Fließ            |
| Regionalpark Barnimer Feldmark | Berlin Bezirk Marzahn-Hellersdorf und Bezirk Lichtenberg; Ahrensfelde; Werneuchen                                                | Feldfluren und Alleen des Barnim mit Hecken, Rinnen und Gräben, Angerdörfern mit Pfuhlen                                                                | Erlebnissafaris mit dem RegioMobil, slawisches Dorf, Reiterhöfe, Pilzhof        |
| Regionalpark Döberitzer Heide  | Dallgow-Döberitz, Priort, Fahrland, Seeburg, Uetz-Paaren                                                                         | Einmaliges, unzerschnittenes, naturnahes, unbesiedeltes Refugium (ehemaliges Militär-Gelände)                                                           | Seltene Pflanzen und Tiere; Rundfahrten per Elektromobil                        |
| Regionalpark Flutgrabenaue     | Schönefeld, Rangsdorf | Stadtnahe Agrarlandschaft; Kulturlandschaft bis zum Seengebiet der Dahme                                                                                | Herbst/Frühjahr: Scharen von Kranichen und Gänsen rasten um den Rangsdorfer See |
| Regionalpark Krämer Forst      | Schönwalde-Glien, Schwante | Hochplateau des Ländchens Glien mit großem Kiefern- und Laubmischwald, 14 mittelalterliche Straßen- und Angerdörfer umgeben das Plateau als Dörferkranz | Radwege Dörferkranz-Route, Alte Hamburger Poststraße                            |
| Regionalpark Müggel-Spree      | Berlin-Köpenick, Fürstenwalde, Erkner, Schöneiche bei Berlin                                                                     | Spree, Müggelsee, Seenrinnen, bewaldete Höhenzüge, Dünen                                                                                                | Müggel-Spree-Radweg                                                             |
| Regionalpark Teltow            | Rangsdorf | stadtnaher Betriebsamkeit verbinden mit Weite und Ruhe                                                                                                  | Radtour Rangsdorf-Mittenwalde, Schlossanlage Diedersdorf                        |
| Regionalpark Havelseen         | Potsdam, Gemeinde Schwielowsee, Werder (Havel)                                                                                   | Havelseen rund um Potsdam, Wälder, reiches Kulturerbe                                                                                                   | Schlössertour, Caputh, Caputher Musiken                                         |